# Madonna col Bambino (Cima da Conegliano Cardiff)
La Madonna col Bambino del National Museum of Wales di Cardiff è un dipinto a olio su tavola (47,5x60,3 cm) di Cima da Conegliano, databile 1500.
Questo dipinto raffigura la Madonna con un velo bianco sul capo ed in braccio il Bambino. Alla base dell'opera il parapetto in marmo reca la firma dell'artista su un cartiglio; sullo sfondo a destra si vede un piccolo cavaliere turco.